# Core Tex Records
Core Tex Records és un segell discogràfic alemany de hardcore punk radicat al barri berlinès de Kreuzberg. Des de la seva fundació l'any 1988, Core Tex s'ha convertit en un centre cultural musical tot acollint concerts a la seva botiga, a més de participar en el festival anual anomenat Myfest l'1 de maig.

## Història
Core Tex Records va néixer el 1988, a partir d'una petita botiga de discos regentada per punks a Kreuzberg. Berlín Occidental havia estat durant molt de temps refugi per a punks, anarquistes, pacifistes i gent alternativa que fugia del servei militar. Kreuzberg tenia una llarga tradició okupa (squatting). L'edifici en el qual s'ubica ara Core Tex Records és també una antic squat.
Algunes de les bandes que han editat amb Core Tex Records són: Miozan, The Business, Sham 69, Hatebreed, Better Than a Thousand, Cause for Alarm, H2O, In My Eyes, Up Front i CRIM, entre d'altres.